# تذکره مخزن‌الغرائب
تذکره مخزن‌الغرائب اثر احمدعلی هاشمی سندیلوی دربردارندهٔ شرح‌حال ۳۱۴۸ شاعر است. سال تألیف کتاب ۱۲۱۸ ه‍.ق است. بیشتر اشعار این کتاب از دیگر تذکره‌هاست.